# Стёпушкин, Геннадий Николаевич
Генна́дий Никола́евич Стёпушкин (род. 2 июня 1964, Орёл) — советский и российский футболист, полузащитник; тренер. Спортивный директор Академии футбола имени В. Понедельника (с октября 2019 года).

## Карьера
Воспитанник ДЮСШ-1 (Орёл), окончил Российскую государственную академию физической культуры. Первую половину карьеры провёл в Ростове, выступая за местные «Ростсельмаш» и СКА. Осенью 1994 года перешёл в израильский клуб второго дивизиона «Маккаби» (Явне). Сыграл за клуб 16 матчей.
Затем получил приглашение из германской «Арминии» (Билефельд), тренер которой запомнил Геннадия ещё по просмотру в «Ольденбурге». В «Арминии» он отыграл полгода, однако после прихода нового тренера Стёпушкину пришлось уйти из команды.
Перед началом сезона-1995 тренировался в составе тархановского ЦСКА: прошёл с клубом всю предсезонку и готовился подписать контракт. Однако соблазнился на приглашение из Южной Кореи, в которой и провёл следующие два года.
В 1-й же сезон за клуб «Чхонан Ильва Чунма» он стал чемпионом Кореи, обладателем Кубка чемпионов Азии, а также был признан лучшим защитником Азии. Сезон-1997 Стёпушкин начал в клубе «Аньян Эл-Джи Читас», а в середине года, по приглашению Долматова приехал в Россию выступать за «Черноморец».
С 1999 года выступал за «Ростсельмаш». С 2001 года работает тренером.